# Філлмор (Індіана)
Філлмор (англ. Fillmore) — місто (англ. town) в США, в окрузі Патнем штату Індіана. Населення — 532 особи (2020).

## Географія
Філлмор розташований за координатами 39°40′11″ пн. ш. 86°45′11″ зх. д. / 39.66972° пн. ш. 86.75306° зх. д. (39.669724, -86.753173).  За даними Бюро перепису населення США в 2010 році місто мало площу 5,05 км², уся площа — суходіл.

## Демографія
Згідно з переписом 2010 року, у місті мешкали 533 особи в 194 домогосподарствах у складі 142 родин. Густота населення становила 106 осіб/км².  Було 225 помешкань (45/км²).
Расовий склад населення:
| - 97,0 % — білих - 0,6 % — чорних або афроамериканців - 0,6 % — азіатів - 0,2 % — корінних американців |

До двох чи більше рас належало 1,1 %. Частка іспаномовних становила 5,3 % від усіх жителів.
За віковим діапазоном населення розподілялося таким чином: 27,6 % — особи молодші 18 років, 62,1 % — особи у віці 18—64 років, 10,3 % — особи у віці 65 років та старші. Медіана віку мешканця становила 35,9 року. На 100 осіб жіночої статі у місті припадало 94,5 чоловіків;  на 100 жінок у віці від 18 років та старших — 93,0 чоловіків також старших 18 років.
Середній дохід на одне домашнє господарство  становив 54 441 долар США (медіана — 46 111), а середній дохід на одну сім'ю — 58 648 доларів (медіана — 48 250). За межею бідності перебувало 21,5 % осіб, у тому числі 23,9 % дітей у віці до 18 років та 12,4 % осіб у віці 65 років та старших.
Цивільне працевлаштоване населення становило 294 особи. Основні галузі зайнятості: виробництво — 22,8 %, освіта, охорона здоров'я та соціальна допомога — 16,3 %, роздрібна торгівля — 11,2 %, науковці, спеціалісти, менеджери — 10,5 %.